# Hurlock (Maryland)
Hurlock es un pueblo ubicado en el condado de Dorchester en el estado estadounidense de Maryland. En el año 2010 tenía una población de 2092 habitantes y una densidad poblacional de 774,81 personas por km².

## Demografía
Según la Oficina del Censo en 2000 los ingresos medios por hogar en la localidad eran de $32.935 y los ingresos medios por familia eran $40.435. Los hombres tenían unos ingresos medios de $26.697 frente a los $21.555 para las mujeres. La renta per cápita para la localidad era de $15.446. Alrededor del 17,0% de la población estaba por debajo del umbral de pobreza.